# Nahon
Pour les articles homonymes, voir Nahon (homonymie).
Le Nahon est une rivière française, qui coule dans le département de l'Indre, en région Centre-Val de Loire.

## Géographie
Longue de 43,6 km, elle naît sur la commune d'Heugnes. Son confluent avec le Fouzon, sur rive gauche, se trouve entre Menetou-sur-Nahon et Chabris.
Le Nahon traverse le département de l'Indre, en passant par les communes de Frédille, Gehée, Heugnes, Langé, Menetou-sur-Nahon, Val-Fouzon, Pellevoisin, Poulaines, Selles-sur-Nahon, Valençay, Veuil et Vicq-sur-Nahon.

## Loisirs

### Pêche et poissons
Le cours d'eau est de deuxième catégorie ; les poissons susceptibles d’être péchés sont : ablette, barbeau commun, black-bass à grande bouche, brème, brochet, carassin, gardon, goujon, perche, poisson-chat, rotengle, sandre, silure et tanche.